# Adolfo Pinheiro (métro de São Paulo)
Adolfo Pinheiro est une station de la ligne 5 - Lilas du métro. Elle est située dans le quartier de Santo Amaro, à proximité du quartier Alto da Boa Vista, à São Paulo au Brésil. 
Mise en service en 2014, c'est une station exploitée par ViaMobilidade.

## Situation sur le réseau

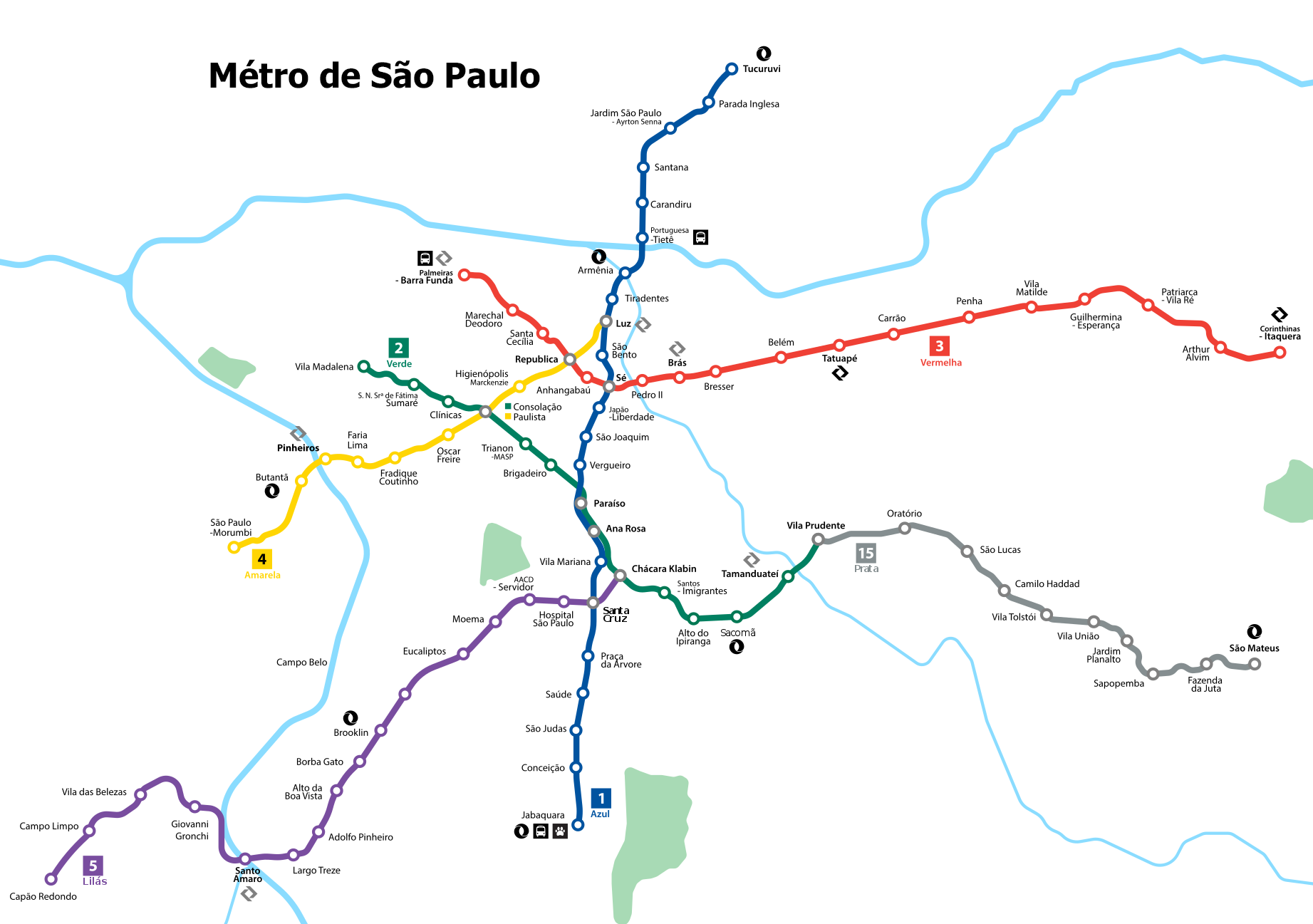
Plan du Métro de São Paulo 2020.

Établie en souterrain, la station Adolfo Pinheiro est située sur la ligne 5 (Lilas) entre les stations Largo Treze, en direction du terminus Capão Redondo, et Alto da Boa Vista, en direction du terminus Chácara Klabin.
Elle dispose de deux quais latéraux encadrant les deux voies de la ligne.

## Histoire
Le chantier de la station débute le 17 août 2009. Après des années de retard, la station est inaugurée le 12 février 2014. C'est une station souterraine qui comporte cinq puits de séchage de grand diamètre avec structure en béton apparent, mezzanine en structure métallique et couverture d'accès en verre sur grille structurelle métallique pour l'éclairage naturel. Elle dispose de deux accès, à la fois avec des escaliers mécaniques dans les deux sens et des ascenseurs pour les personnes handicapées et à mobilité réduite.. La mezzanine comporte une billetterie et est un point de distribution de passagers. Il y a deux quais latéraux avec portes pallières, étant les premières de la ligne à disposer de l'équipement et la seule à être ouverte avec elles en fonctionnement,.
Initialement, la station était ouverte de 9 heures à 16 heures, tous les jours, pour des visites et des voyages gratuits à la station Largo Treze, étant nécessaire de payer le tarif pour continuer le voyage vers Capão Redondo. Depuis le 2 août 2014, il a commencé à fonctionner à plein temps, de 4 h 40 à 0 h 00 les jours ouvrables, se terminant à 1 h 00 le samedi.

## Services aux voyageurs

### Accès et accueil
La station dispose de deux accès équipés d'escaliers mécaniques et d'ascenseurs. Une mezzanine est située au niveau -1, elle permet la distribution des accès aux quais latéraux situés au niveau -2. La station est accessible aux personnes à la mobilité réduite.

### Desserte
| Ligne                         | Terminus                       | Stations | Durée du voyage (min) | Intervalle minimum entre les trains | Opération                                                      |
| ----------------------------- | ------------------------------ | -------- | --------------------- | ----------------------------------- | -------------------------------------------------------------- |
| Ligne 5 du métro de São Paulo | Capão Redondo ↔ Chácara Klabin | 17       | 33                    | 75 (projecté) 165 (actuel)          | Du dimanche au vendredi, de 4h40 à 0h. Le samedi de 4h40 à 1h. |